# Spathius delicatus
Spathius delicatus är en stekelart som beskrevs av Nixon 1943. Spathius delicatus ingår i släktet Spathius och familjen bracksteklar. Inga underarter finns listade i Catalogue of Life.